# Bastuholmen, Vörå
Bastuholmen är en ö i Finland.   Den ligger i den ekonomiska regionen  Vasa  och landskapet Österbotten, i den västra delen av landet, 400 km norr om huvudstaden Helsingfors.
Terrängen på Bastuholmen är varierad.  I omgivningarna runt Bastuholmen växer i huvudsak blandskog.